# Riunione di Apalachin
La Riunione di Apalachin è stata una conferenza dei vertici di Cosa nostra statunitense svoltasi il 14 novembre del 1957 nella villa del boss Joseph Barbara, situata ad Apalachin, nello stato di New York.
Allo storico incontro hanno partecipato oltre 100 rappresentanti delle più potenti famiglie mafiose di tutti gli Stati Uniti d'America. La conferenza fu interrotta dall'irruzione della polizia locale, che fermò ed arrestò parte dei partecipanti. Come la polizia locale abbia scoperto l'incontro fra praticamente tutti i boss mafiosi degli Stati Uniti è ancora oggetto di ricerche e di ipotesi.
La scoperta del suddetto evento da parte della polizia dello stato di New York segnò un punto di svolta nella lotta al crimine organizzato: per la mafia fu un disastro e da quel momento lo stato cominciò a contrastare la mafia con forza. Nonostante i grandi traffici che Cosa Nostra continuò a intraprendere durante gli anni seguenti, essa cominciò a perdere sempre più la propria forza.
Tra i fermati vi erano, oltre al proprietario di casa Barbara:
| Nome                        | Famiglia                         | Ruolo       | Note                                |
| --------------------------- | -------------------------------- | ----------- | ----------------------------------- |
| Joseph Barbara              | Famiglia Bufalino                | Boss        | Ospitante incontro                  |
| Rosario "Russell" Bufalino  | Famiglia Bufalino                | Viceboss    | Organizzatore incontro              |
| Dominick Alaimo             | Famiglia Bufalino                | Caporegime  |                                     |
| Angelo J. Sciandra          | Famiglia Bufalino                | Caporegime  |                                     |
| Ignatius Cannone            | Famiglia Bufalino                | Caporegime  |                                     |
| Anthony Guarnieri           | Famiglia Bufalino                | Soldato     |                                     |
| James Ostico                | Famiglia Bufalino                | Caporegime  |                                     |
| Pasquale Turrigiano         | Famiglia Bufalino                | Caporegime  |                                     |
| Emanuel Zicari              | Famiglia Bufalino                | Caporegime  |                                     |
| Salvatore Trivalino         | Famiglia Bufalino                | Soldato     |                                     |
| Pasquale Monachino          | Famiglia Bufalino                | Soldato     |                                     |
| Pasquale Sciortino          | Famiglia Bufalino                | Soldato     |                                     |
| Bartolo Guccia              | Famiglia Bufalino                | Affiliato   |                                     |
| John Bonventre              | Famiglia Bonanno                 | Caporegime  |                                     |
| Anthony Riela               | Famiglia Bonanno                 | Caporegime  |                                     |
| Natale Evola                | Famiglia Bonanno                 | Caporegime  | Successivamente Boss della famiglia |
| Vito Genovese               | Famiglia Genovese                | Boss        |                                     |
| Gerardo Catena              | Famiglia Genovese                | Viceboss    |                                     |
| Michele Miranda             | Famiglia Genovese                | Consigliere |                                     |
| Salvatore Chiri             | Famiglia Genovese                | Caporegime  |                                     |
| Carlo Gambino               | Famiglia Gambino                 | Boss        |                                     |
| Joseph Riccobono            | Famiglia Gambino                 | Consigliere |                                     |
| Paul Castellano             | Famiglia Gambino                 | Caporegime  |                                     |
| Carmine Lombardozzi         | Famiglia Gambino                 | Caporegime  |                                     |
| Armand Rava                 | Famiglia Gambino                 | Caporegime  |                                     |
| Vincenzo Rao                | Famiglia Lucchese                | Consigliere |                                     |
| Giovanni Ormento            | Famiglia Lucchese                | Caporegime  |                                     |
| Joseph Rosato               | Famiglia Lucchese                | Caporegime  |                                     |
| Joseph Profaci              | Famiglia Colombo                 | Boss        |                                     |
| Joseph Magliocco            | Famiglia Colombo                 | Viceboss    |                                     |
| Sam Tornabe                 | Famiglia Colombo                 | Caporegime  |                                     |
| Frank Majuri                | Famiglia DeCavalcante            | Viceboss    |                                     |
| Louis "Fat Lou" LaRasso     | Famiglia DeCavalcante            | Caporegime  |                                     |
| John C. Montana             | Famiglia di Buffalo              | Viceboss    |                                     |
| Antonino "Nino" Magaddino   | Famiglia di Buffalo              | Caporegime  |                                     |
| Rosario "Roy" Carlisi       | Famiglia di Buffalo              | Caporegime  |                                     |
| James "Jimmy" LaDuca        | Famiglia di Buffalo              | Caporegime  |                                     |
| Samuel "Sam" Lagattuta      | Famiglia di Buffalo              | Caporegime  |                                     |
| Dominick D'Agostino         | Famiglia di Buffalo              | Caporegime  |                                     |
| Constenze "Stanley" Valenti | Famiglia di Rochester            | Boss        |                                     |
| Frank Valenti               | Famiglia di Rochester            | Viceboss    |                                     |
| Joseph Falcone              | Famiglia di Buffalo o Rochester  |             |                                     |
| Salvatore Falcone           | Famiglia di Buffalo o Rochester  |             |                                     |
| Rosario "Roy" Mancuso       | Famiglia di Buffalo o Rochester  |             |                                     |
| Michael James Genovese      | Famiglia di Pittsburgh           | Caporegime  |                                     |
| Gabriel Mannarino           | Famiglia di Pittsburgh           | Caporegime  |                                     |
| Joseph Ida                  | Famiglia di Philadelphia         | Boss        |                                     |
| Dominick Olivetto           | Famiglia di Philadelphia         | Viceboss    |                                     |
| Johnny Scalish              | Famiglia di Cleveland            | Boss        |                                     |
| John DeMarco                | Famiglia di Cleveland            | Consigliere |                                     |
| Frank Cucchiara             | Famiglia Patriarca               | Consigliere |                                     |
| Frank Zito                  | Famiglia di Springfield-Illinois | Boss        |                                     |
| Santo Trafficante Jr.       | Famiglia Trafficante             |             |                                     |
| Joseph "Joe" Civello        | Famiglia di Dallas               | Boss        |                                     |
| John Francis Colletti       | Famiglia di Dallas               |             |                                     |
| James "Black Jim" Colletti  | Famiglia del Colorado            | Boss        |                                     |
| Frank DeSimone              | Famiglia di Los Angeles          | Boss        |                                     |
| Simone Scozzari             | Famiglia di Los Angeles          | Viceboss    |                                     |

Tra i sospettati di aver partecipato ma non fermati vi erano:
| Nome                                 | Famiglia                  | Ruolo      | Note                                |
| ------------------------------------ | ------------------------- | ---------- | ----------------------------------- |
| Carmine Galante                      | Famiglia Bonanno          | Viceboss   | Successivamente Boss della famiglia |
| Frank Garofalo                       | Famiglia Bonanno          | Viceboss   |                                     |
| Gaspar "Gasparino" DiGregorio        | Famiglia Bonanno          | Caporegime |                                     |
| Joseph "Joe Bandy" Biondo            | Famiglia Gambino          | Viceboss   |                                     |
| Gaetano Lucchese                     | Famiglia Lucchese         | Boss       |                                     |
| Stefano "Steve" LaSalle              | Famiglia Lucchese         | Viceboss   |                                     |
| Aniello "Niel" Migliore              | Famiglia Lucchese         |            |                                     |
| Stefano Magaddino                    | Famiglia di Buffalo       | Boss       |                                     |
| Sam Giancana                         | Chicago Outfit            | Boss       |                                     |
| Frank "Strongy" Ferraro              | Chicago Outfit            | Viceboss   |                                     |
| Joseph "Joe Z." Zerilli              | Famiglia di Detroit       | Boss       |                                     |
| Anthony "Tony Jack" Giacalone        | Famiglia di Detroit       | Caporegime |                                     |
| Nicholas "Nick" Civella              | Famiglia di Kansas City   | Boss       |                                     |
| Joseph Filardo                       | Famiglia di Kansas City   | Caporegime |                                     |
| James "Jimmy the Hat" Lanza          | Famiglia di San Francisco | Underboss  |                                     |
| John Sebastian "John LaRock" LaRocca | Famiglia di Pittsburgh    | Boss       |                                     |
| Joseph "Joe" Cerrito                 | Famiglia di San Jose      | Viceboss   |                                     |
| Frank "Frankie Bal" Balistrieri      | Famiglia di Milwaukee     | Viceboss   |                                     |
| Joseph Zammuto                       | Famiglia di Rockford      | Underboss  |                                     |
| Charles "Curly" Montana              | Famiglia di Cleveland     | Caporegime |                                     |
| Joseph "Joe" Campisi                 | Famiglia di Dallas        | Viceboss   |                                     |
| Vincenzo "Vince" Colletti            | Famiglia del Colorado     | Viceboss   |                                     |
| Alfred "Al" Angelicola               | Famiglia del New Jersey   |            |                                     |
| Luigi "Louis" Greco                  | Famiglia Cotroni          | Viceboss   |                                     |
| Giuseppe "Pep" Cotroni               | Famiglia Cotroni          | Caporegime |                                     |
| Giuseppe "Don Giuseppe" Settecasi    | Famiglia di Agrigento     | Boss       |                                     |